# 쥘리앵 듀렁빌
쥘리앵 듀렁빌 (Julien Duranville, 2006년 5월 5일 ~ )은 벨기에의 축구 선수이며, 보루시아 도르트문트에서 공격수로 뛰고 있다.